# Mesua pustulata
Mesua pustulata là một loài thực vật có hoa trong họ Calophyllaceae. Loài này được (Ridl.) P.S. Ashton mô tả khoa học đầu tiên năm 1988.